# Raión de Jotynets
El raión de Jotynets (ruso: Хотыне́цкий райо́н) es un distrito administrativo y municipal (raión) ruso perteneciente a la óblast de Oriol. Se ubica en el noroeste de la óblast. Su capital es Jotynets.
En 2023, el raión tenía una población de 7911 habitantes.
El raión es limítrofe al norte con la óblast de Kaluga y al oeste con la óblast de Briansk. La mayor parte de su territorio alberga la mitad suroccidental del parque nacional Orlovskoye Polesye.

## Subdivisiones
Comprende el asentamiento de tipo urbano de Jotynets (la capital, que forma un ayuntamiento urbano sin pedanías) y 91 localidades rurales, estas últimas agrupadas en los siguientes ocho asentamientos rurales:
- Abolmasovo (con sede en Voyéikovo)
- Aléjino
- Bogoróditskoye
- Ilyínskoye
- Krásnyye Riabinki
- Melovoye (con sede en Kukúyevka)
- Studionka
- Jotiml-Kuzmiónkovo